# Сухейль и Гульдурсун
«Сухейль и Гульдурсун» (Сухейль вэ Гульдерсен, тюрк. سهیل و گلدورسون‎) — дастан, написанный Сайф-и Сараи на тюркском языке в 1394 году.
Автор поэмы был выходцем из Золотой Орды, но с 1380 года жил в Египте под властью мамлюков. Под впечатлением от разрушения Ургенча Тамерланом в 1388 году, в 1394 году Сайф-и Сараи написал дастан, повествующий о любви пленного воина Сухейля и дочери местного правителя Гульдурсун.
По сюжету поэмы молодой военачальник Сухейль попадает в плен к воинам Тамерлана. В него влюбляется Гульдурсун, которая также находится в плену. Она помогает ему выбраться из темницы и вместе они сбегают в пустыню. Там влюблённые страдают от голода и жажды. Сухейль, отправившийся на поиски провизии, по возвращении обнаруживает Гульдурсун мёртвой и вонзает кинжал в свою грудь.
Хотя сам Сайф-и Сараи утверждал, что эта история произошла на самом деле, в сюжете поэмы мало оригинального и он напоминает другие подобные легенды. В некоторых версиях Сухейль назван сыном Тохтамыша, а Гульдурсун — дочерью самого Тамерлана.